# Kevin Kiermaier
Kevin James Kiermaier (né le 22 avril 1990 à Fort Wayne, Indiana, États-Unis) est un voltigeur des Dodgers de Los Angeles de la Ligue majeure de baseball.

## Carrière
Kevin Kiermaier est drafté au 31e tour de sélection par les Rays de Tampa Bay en 2010. Il fait ses débuts dans le baseball majeur avec ce club le 30 septembre 2013 alors qu'il est appelé à remplacer Wil Myers au champ centre pour la dernière manche du match de bris d'égalité qui, remporté 5-2 par les Rays sur les Rangers du Texas, permet à Tampa Bay d'obtenir sa qualification pour les séries éliminatoires 2013. Il devient le premier joueur de l'histoire des majeures à entamer sa carrière dans un tel match de bris d'égalité. Deux jours plus tard, il a la chance de jouer en séries éliminatoires alors qu'il remplace une fois de plus Wil Myers en défensive, cette fois au champ droit en 8e manche du match de meilleur deuxième remporté par les Rays à Cleveland. Ce n'est que le 12 avril 2014 contre les Reds de Cincinnati que Kiermaier a la chance de jouer un match complet des Rays et d'obtenir ses premiers passages au bâton.